# VR Tallinn 1939/44
VR Tallinn 1939/44 is een museum en attractie in de oude binnenstad (Vanalinn) in de Estse hoofdstad Tallinn, dat aan de hand van VR-brillen laat zien hoe de stad eruitzag voor en na het bombardement op 9 maart 1944, waarbij een groot deel van de stad werd verwoest en 558 mensen omkwamen.
Het museum, gelegen in de tunnel onder het Vrijheidsplein, opende op 9 maart 2024, het 80-jarig jubileum van het bombardement. Het was een gezamenlijk initiatief van het Stadsmuseum en de Sint-Nicolaaskerk. Tijdens deze officiële opening, die tevens als herdenking fungeerde, kregen bezoekers eerst vanaf de Kiek in de Kök een rondleiding door de Bastiontunnels, die als schuilkelders dienden, onder leiding van historici Erki Maido en Marten Rõuk. Na de opening van de attractie volgde een lezing van museumconservator Merike Kurisoo in de Sint-Nicolaaskerk.
Het bestaat uit twee delen. Het eerste deel laat Tallinn zien voor de oorlog in 1939, met een sterke nadruk op de Harjustraat die van het Vrijheidsplein naar het Stadhuisplein loopt en op het door het bombardement verwoeste hotel Kuld Lõvi (De Gouden Leeuw). Het tweede deel toont ditzelfde gebied net na het bombardement op Tallinn in 1944. De attractie wordt in negen talen aangeboden.
Het is ontworpen door het Estse bedrijf Blueray OÜ. Dit bedrijf heeft twee soortgelijke musea opgericht: VR Toila 1938 op de fundamenten van het in de oorlog verwoeste Orupaleis en VR Tartu 1913 op het Stadhuisplein in Tartu.